# Світломузика
Світлому́зика (англ. colour music, нім. Farblichtmusik, фр. musique des couleurs) — поняття, яке використовується для позначення різноманітних науково-технічних та художніх досліджень у галузі поєднання музики та візуального ряду (зображення). Думки про «можливість бачити музику» змінювалися одночасно зі змінами ментальності, притаманної людям різних часів. Найдавніші з відомих теорій світломузики базуються на уявленнях про наявність законів трансформації музики в світло. Це описувалося як реальний фізичний процес. Згодом з'явилися концепції, які враховували «людський фактор», зверталися до фізіологічних, психологічних та естетичних аспектів.

## Передумови
Перші з відомих теорій — Дж. Арчімбольдо (Італія), А. Кірхер (Німеччина), Л.-Б. Кастель (Франція) — це обґрунтування спроб досягти однозначності «перекладу» музики в світло. Популярною була аналогія «спектр — октава», яку запропонував Ісаак Ньютон під впливом концепції «музики сфер» (Піфагор, Йоганн Кеплер). Такі теорії були популярні в XVII–XIX століттях.
Існувало два основні варіанти реалізації цих ідей:
- «Кольоромузика» — супровід музики послідовністю кольорів. Вважалося безперечним існування єдиного співвідношення звукоряду та послідовності кольорів.
- «Музика кольору» — гра кольорів без супроводу музики. Кольори в таких експериментах заміщували тони в музиці.

Існувало багато тих, хто підтримував теорії Л.-Б. Кастеля (1688—1757). Це його сучасники (композитори Ж. Ф. Рамо, Г. Телеман, А. Е. М. Гретрі) та вчені пізнішого часу — Е. Дарвін, Д. І. Хмельницький. Серед критиків теорії — Д. Дідро, Ж. Д'Аламбер, Ж. Ж. Руссо, Вольтер, Г. Е. Лессінг, митці У. Гогарт, П. Гонзаго, Ж. Бюффон, Г. Гельмгольц. Вони вказували на необґрунтованість прямого використання законів музики (слухового сприйняття) у галузі зорового сприйняття.
В 1742 році критиці ідей Кастеля було присвячено спеціальне засідання Академії Наук Російської імперії.
«Світлові органи» (Б. Бішоп, А. Рімінгтон), які з'явилися після винаходу електричного світла, дали можливість побачити результати використання цієї теорії та переконатися, що критики Кастеля мали рацію.
Однак пізніше експериментатори знову повернулися до помилок минулого. Відсутність широкої практики світломузичного синтезу стала причиною досліджень аналогії «звук — колір». Такі співвідношення намагалися встановити Ф. І. Юр'єв (Україна), Д. Келлог (США), К. Леф (Німеччина). Пошуки законів світломузичного синтезу, які б забезпечили єдність музики та світла, спочатку були пов'язані з розумінням єдності (гармонії) як онтологічної категорії. Це породжувало думки про обов'язковість або можливість «перекладу» музики в колір, намагання розуміти це як науковий факт. Рецидив «кастеліанства» призвів до спроб деяких вчених та інженерів досягти «перекладу» музики в світло за допомогою засобів автоматики та кібернетики на базі складних, але однозначних алгоритмів (роботи інженера К. Л. Леонтєва та лабораторії кольоромузики у Ленінграді, 60-ті роки ХХ століття).

## ХХ століття
У ХХ столітті з'явилися перші світломузичні композиції, створення яких відповідало реальній естетичній потребі. Найбільш відома з них — задум «світлової симфонії Прометей» О. Скрябіна (1910 рік). Партитура симфонії вперше у світовій музичній практиці містила світлову строку «Luce» (світло). Світловий рядок був записаний нотами. Для виконання світлового супроводу Скрябін пропонував створити «світловий клавір» (tastiera per luce). Двоголосна світлова партія була запропонована як «кольорова візуалізація» тонального плану твору. Один з голосів «малює» зміни гармоній (зміни тональностей). Інший фіксує опорні тональності й ілюструє у кольорових символах філософську програму «Прометея» (розвиток «духа» та «матерії»). Інформації про те, які кольори відповідають яким нотним знакам, у «Luce» немає. З 1915 року «Прометей» неодноразово виконувався із світловим супроводженням, але відгуки глядачів і оцінки цього експерименту з боку фахівців були різні.
Серед художніх пошуків інших відомих композиторів можна згадати твори: «Щаслива рука» Шенберга (1913 рік), «Нонет» В. В. Щербачова (1919 рік), «Чорний концерт» Стравинського (1946 рік), «Політоп» Я. Ксенакіса (1967 рік), «Поеторія» Щедріна (1968 рік), «Предварительное действо» (за ескізами О. Скрябіна, А. П. Немтін, 1972 рік).
Усі ці художні експерименти, як і «Прометей», були пов'язані з теорією «кольорового слуху», єдності звука та світла. А точніше, єдності того, що ми чуємо і того, що бачимо, як суб'єктивно-психологічного феномену. Саме у зв'язку з розумінням гносеологічної природи цього феномену стала зрозумілою необхідність образної єдності при створенні світломузичного синтезу. Такі дослідники та експериментатори як Л. Сабанєєв та Б. Галєєв пропонували для цього використання засобів так званої «слухозорової поліфонії». Так чи інакше, «світломузика» від фізичних законів та технічних експериментів звернулася у бік мистецтва. Хоча самостійність мистецтва синтезу звука та світла деякими дослідниками (К. Д. Бальмонт, В. В. Ванслов, Ф. Поппер) вважається необґрунтованою.
Експерименти ХХ сторіччя, які дали початок «динамічному світложивопису» (Г. І. Гідоні, В. Д. Баранов-Россіне, З. Пешанек, Ф. Маліна, Ю. А. Правдюк, С. М. Зорін), «абсолютному кіно» (Г. Ріхтер, О. Фішінгер, Н. Макларен), «інструментальній хореографії» (Ф. Бьоме, О. Піне, Н. Шеффер), змусили звернути увагу на специфічні особливості використання візуального матеріалу. Світломузика пов'язана з традиційними видами мистецтва: живописом (використання кольору на площині), музикою (законами музичної логіки та музичної форми), хореографією (інтонації руху об'єктів природи, людських жестів). Матеріал світлохудожника дозволяє використовувати монтаж, зміну ракурсів, великі плани, як у кінематографі.

## Сучасність
Сьогодні можна виділити світломузичні роботи різних напрямків:
- Твори для концертного виконання. Візуальні образи створюються за допомогою спеціальних світлових інструментів;
- Світломузичні фільми, які використовують техніку кіно;
- Автоматичні світломузичні апарати (декоративне оформлення простору).